# Limonina
La Limonina es un limonoide, es una sustancia amarga, blanca y cristalina que se encuentra en las semillas de frutas de naranja y limón. Se la conoce además como limonoato D-anillo-lactona y acído limonoico di-delta-lactona. Químicamente, es un miembro de la clase de compuestos conocidos como furanolactonas.

## Bioactividad e investigación
Los programas de investigación en curso están examinando los efectos de la limonina en las enfermedades humanas. Según los informes, los extractos de semillas de cítricos tienen propiedades antivirales, lo que inhibe la replicación de retrovirus comoHIV-1 y HTLV-I. También se han descrito efectos neuroprotectores de la limonina. La limonina reduce la proliferación de células de cáncer de colon y se ha probado como un agente anti-obesidad en ratones.
Se ha demostrado que la limonina es un inhibidor de la p-glicoproteína, una bomba de eflujo celular.